# Климовка (Челябинская область)
Климовка — посёлок в Чесменском районе Челябинской области России. Входит в состав Углицкого сельского поселения.

## География
Посёлок находится на юго-востоке области, в степной зоне, к западу от реки Зингейки, на расстоянии 34 километров по прямой к западу от села Чесма, административного центра района. Абсолютная высота 393 метра над уровнем моря.

## История
Основан в 1920-х годах плановыми переселенцами как переселенческий участок № 22. В 1930 г. организован колхоз имени Климента Ворошилова, который в 1951 г. после объединения с колхозом «Путь МОПРа» получил название колхоз имени Калинина. С 1957 г. отделение совхоза «Березинский». Современное наименование получил в 1960 г. Топоним происходит от простонародного произношения имени Климента Ефремовича Ворошилова — Клим.

## Население
| 2002 | 2010 |
| ---- | ---- |
| 257  | ↘233 |

Гендерный состав
По данным Всероссийской переписи населения 2010 года в гендерной структуре населения мужчины составляли 47,6 %, женщины — 52,4 %.
Национальный состав
Согласно результатам переписи 2002 года, в национальной структуре населения русские составляли 77 %.

## Улицы
Уличная сеть посёлка состоит из двух улиц.